# Marxism today (prologue)
marxism today (prologue) (deutsch Marxismus heute (Prolog)) ist ein deutscher Kurzfilm von Phil Collins aus dem Jahr 2010. In Deutschland feierte der Film am 8. Mai 2011 bei den Internationalen Kurzfilmtagen in Oberhausen Premiere.

## Handlung
Der Film beschäftigt sich mit der Aufarbeitung des gelebten Marxismus in der Deutschen Demokratischen Republik. In Interviewszenen versucht der Regisseur, Verbindungen zwischen Gegenwart und Vergangenheit herzustellen. Wie war es und wie stellte es sich dar? Collins erarbeitet in seinem Film eine Differenz zwischen den Bildern des DDR-Fernsehens und Aktiven in der DDR. Er versucht verschiedene Perspektiven zu ergründen und gegeneinander zu stellen und somit einen unvoreingenommenen Blick auf die öffentliche und private DDR zu bieten.

## Kritiken
„Biographien mit gewaltsamen Brüchen, ausgelöst durch die Geschichte. Ein Staat und ein ‚Staatskörper‘ verschwinden und mit ihnen ein ganzer Überbau an Ideen und Denkweisen. Die Betroffenen – Menschen, die in der DDR Staatsbürgerkunde oder Marxismus-Leninismus unterrichtet haben – müssen sich ein neues Leben erfinden, doch was passiert mit den ideologischen und vielleicht auch idealistischen Resten, wo finden sie ihren Platz? Abseits von Ostalgie oder Denunziation entwirft Phil Collins in seiner visuell beeindruckenden Montage von Interviews und Archivmaterial ein intensives Portrait einer Zeit und geht dabei über einen konventionellen Begriff des dokumentarischen Realismus hinaus.“

## Auszeichnungen
Internationale Kurzfilmtage Oberhausen 2011
- 3sat-Förderpreis